# Lijst van voetbalinterlands Duitsland - Kameroen
Deze lijst van voetbalinterlands is een overzicht van alle officiële voetbalwedstrijden tussen de nationale teams van Duitsland en Kameroen. De landen speelden tot op heden vier keer tegen elkaar. De eerste ontmoeting, een groepswedstrijd tijdens het Wereldkampioenschap voetbal 2002, werd gespeeld in Shizuoka (Japan) op 11 juni 2002.  Het laatste duel, een groepswedstrijd tijdens de FIFA Confederations Cup 2017, vond plaats op 25 juni 2017 in Sotsji (Rusland).

## Wedstrijden
| № | Plaats          | Datum            | Competitie                   | Wedstrijd            | Uitslag |
| - | --------------- | ---------------- | ---------------------------- | -------------------- | ------- |
| 1 | Shizuoka        | 11 juni 2002     | WK 2002                      | Kameroen – Duitsland | 0 – 2   |
| 2 | Leipzig         | 17 november 2004 | Vriendschappelijk            | Duitsland – Kameroen | 3 – 0   |
| 3 | Mönchengladbach | 1 juni 2014      | Vriendschappelijk            | Duitsland – Kameroen | 2 – 2   |
| 4 | Sotsji          | 25 juni 2017     | FIFA Confederations Cup 2017 | Kameroen – Duitsland | 1 – 3   |

## Samenvatting
| Competitie              | Totaal gespeeld | Winst Duitsland | Gelijk | Winst Kameroen | Doelsaldo Duitsland – Kameroen |
| ----------------------- | --------------- | --------------- | ------ | -------------- | ------------------------------ |
| WK-eindronde            | 1               | 1               | 0      | 0              | 2 − 0                          |
| FIFA Confederations Cup | 1               | 1               | 0      | 0              | 3 − 1                          |
| Vriendschappelijk       | 2               | 1               | 1      | 0              | 5 − 2                          |
| Totaal                  | 4               | 3               | 1      | 0              | 10 − 3                         |

Wedstrijden bepaald door strafschoppen worden, in lijn met de FIFA, als een gelijkspel gerekend.

## Details

### Eerste ontmoeting
| WK 2002 (Shizuoka, Japan, 11 juni 2002): |       |                                   |
| Kameroen                                 | 0 – 2 | Duitsland                         |
|                                          | goals | 50' Marco Bode 79' Miroslav Klose |

### Tweede ontmoeting
| Vriendschappelijk (Leipzig, Duitsland, 17 november 2004): |       |          |
| Duitsland                                                 | 3 – 0 | Kameroen |
| Kevin Kurányi 71' Miroslav Klose 78' Miroslav Klose 88'   | goals |          |

### Derde ontmoeting
| Vriendschappelijk (Mönchengladbach, Duitsland, 1 juni 2014): |       |                                          |
| Duitsland                                                    | 2 – 2 | Kameroen                                 |
| Thomas Müller 66' André Schürrle 71'                         | goals | 62' Samuel Eto'o 78' Maxim Choupo-Moting |
| - Debuut van Erik Durm (Borussia Dortmund) voor Duitsland.   |       |                                          |

### Vierde ontmoeting
| groepsfase FIFA Confederations Cup 2017 (scheidsrechter Wilmar Roldán, Sotsji, 25 juni 2017):                                                                                      |                 | |
| Duitsland | 3 – 1           | Kameroen |
| Kerem Demirbay 48' (Julian Draxler) Timo Werner 66' (Joshua Kimmich) Timo Werner 81' (Benjamin Henrichs)                                                                           | goals (assists) | 78' Vincent Aboubakar (Nicolas Ngamaleu) |
| Joachim Löw | bondscoach      | Hugo Broos |
| Marc-André ter Stegen Matthias Ginter Antonio Rüdiger Niklas Süle Joshua Kimmich Emre Can Sebastian Rudy 74' Marvin Plattenhardt Kerem Demirbay 77' Julian Draxler 80' Timo Werner | opstellingen    | Fabrice Ondoa Ernest Mabouka Michael Ngadeu-Ngadjui Adolphe Teikeu Collins Fai Sébastien Siani André-Frank Zambo Anguissa 58' Arnaud Djoum 82' Christian Bassogog Vincent Aboubakar 70' Benjamin Moukandjo |
| Benjamin Henrichs 74' Julian Brandt 77' Amin Younes 80' | wissels         | 58' Nicolas Ngamaleu 70' Jérôme Guihoata 82' Karl Toko Ekambi |
| Marvin Plattenhardt 90+2' | gele kaarten    | |
| | rode kaarten    | 64' Ernest Mabouka |
| - Debuut van verdediger Marvin Plattenhardt (Hertha BSC) en middenvelder Kerem Demirbay (1899 Hoffenheim) voor Duitsland.                                                          |                 | |

DFB · A-internationals · Bondscoaches · Duits vrouwenelftal · Olympisch elftal · Duitsland U21 · Duitsland U20 · Duitsland U19 · Duitsland U18 · Duitsland U17 · Duitsland U16 · Vrouwen U17
1905 – 1919 · 
1920 – 1929 · 
1930 – 1939 · 
1940 – 1949 · 
1950 – 1959 · 
1960 – 1969 · 
1970 – 1979 · 
1980 – 1989 · 
1990 – 1999 · 
2000 – 2009 · 
2010 – 2019 · 
2020 – 2029
EK's: 1972 · 
1976 · 
1980 · 
1984 · 
1988 · 
1992 · 
1996 · 
2000 · 
2004 · 
2008 · 
2012 · 
2016 · 
2020 · 
2024
CC: 1999 · 
2005 · 
2017
WK's: 1934 ·
1938 · 
1954 · 
1958 · 
1962 · 
1966 · 
1970 · 
1974 · 
1978 · 
1982 · 
1986 · 
1990 · 
1994 · 
1998 · 
2002 · 
2006 · 
2010 · 
2014 · 
2018 · 
2022
OS: 1912 ·
1928 ·
1936 ·
2016 ·
2020
Albanië ·
Algerije ·
Argentinië ·
Armenië ·
Australië ·
Azerbeidzjan ·
België ·
Bohemen en Moravië ·
Bolivia ·
Bosnië en Herzegovina ·
Brazilië ·
Bulgarije ·
Canada ·
Chili ·
China ·
Colombia ·
Costa Rica ·
Cyprus ·
DDR ·
Denemarken ·
Ecuador ·
Egypte ·
Engeland ·
Estland ·
Faeröer ·
Finland ·
Frankrijk ·
Georgië ·
Ghana ·
Gibraltar ·
GOS ·
Griekenland ·
Hongarije ·
Ierland ·
IJsland ·
Iran ·
Israël ·
Italië ·
Ivoorkust ·
Japan ·
Joegoslavië ·
Kameroen ·
Kazachstan ·
Koeweit ·
Kroatië ·
Letland ·
Liechtenstein ·
Litouwen ·
Luxemburg ·
Malta ·
Marokko ·
Mexico ·
Moldavië ·
Nederland ·
Nieuw-Zeeland ·
Nigeria ·
Noord-Ierland ·
Noord-Macedonië ·
Noorwegen ·
Oekraïne ·
Oman ·
Oostenrijk ·
Paraguay ·
Peru ·
Polen ·
Portugal ·
Roemenië ·
Rusland ·
Saarland ·
San Marino ·
Saoedi-Arabië ·
Schotland ·
Servië ·
Servië en Montenegro · 
Slovenië ·
Slowakije ·
Sovjet-Unie ·
Spanje ·
Thailand ·
Tsjechië ·
Tsjecho-Slowakije ·
Tunesië ·
Turkije ·
Uruguay ·
Verenigde Arabische Emiraten ·
Verenigde Staten ·
Wales ·
Wit-Rusland ·
Zuid-Afrika ·
Zuid-Korea ·
Zweden ·
Zwitserland
Algerije (1982) · 
Algerije (2014) · 
Argentinië (1986) ·
Argentinië (1990) ·
Argentinië (2006) ·
Argentinië (2014) · 
Australië (2010) ·
België (1980) · 
Brazilië (2002) ·
Brazilië (2014) · 
Chili (1982) ·
Costa Rica (2006) ·
Denemarken (1992) ·
Denemarken (2012) · 
Ecuador (2006) ·
Engeland (1966) ·
Engeland (1982) ·
Engeland (2010) ·
Engeland (2021) ·
Frankrijk (2014) · 
Frankrijk (2021) · 
Ghana (2014) ·
Griekenland (2012) · 
Hongarije (1954, 2) ·
Hongarije (2021) ·
Italië (1982) ·
Italië (2006) ·
Italië (2012) · 
Japan (2022) · 
Kroatië (2008) ·
Mexico (2018) ·
Nederland (1974) ·
Nederland (2012) ·
Oekraïne (2016) ·
Oostenrijk (1982) ·
Oostenrijk (2008) ·
Polen (2006) ·
Polen (2008) ·
Polen (2016) ·
Portugal (2006) ·
Portugal (2008) ·
Portugal (2012) ·
Portugal (2014) ·
Portugal (2021) ·
Servië (2010) ·
Sovjet-Unie (1972) · 
Spanje (1982) ·
Spanje (2008) ·
Spanje (2022) ·
Tsjechië (1996, 2) · 
Tsjecho-Slowakije (1976) ·
Turkije (2008) ·
Verenigde Staten (2014) ·
Zuid-Korea (2018) ·
Zweden (2006)
FCF · A-internationals · Selecties · Bondscoaches · Statistieken · Kameroens vrouwenelftal · Kameroen U21 · Kameroen U20 · Kameroen U19 · Kameroen U18 · Kameroen U17
1960 – 1969 · 
1970 – 1979 · 
1980 – 1989 · 
1990 – 1999 · 
2000 – 2009 · 
2010 – 2019 ·
2020 − 2029
CC 2001 · 
CC 2003
WK 1982 · 
WK 1990 · 
WK 1994 · 
WK 1998 · 
WK 2002 · 
WK 2010 · 
WK 2014 ·
WK 2022
OS 1984 · 
OS 2000 · 
OS 2008
1961 · 
1960 · 
1961 · 
1962 · 
1963 · 
1964 · 
1965 · 
1966 · 
1967 · 
1968 · 
1969 · 
1970 · 
1971 · 
1972 · 
1973 · 
1974 · 
1975 · 
1976 · 
1977 · 
1978 · 
1979 · 
1980 · 
1981 · 
1982 · 
1983 · 
1984 · 
1985 · 
1986 · 
1987 · 
1988 · 
1989 · 
1990 · 
1991 · 
1992 · 
1993 · 
1994 · 
1995 · 
1996 · 
1997 · 
1998 · 
1999 · 
2000 · 
2001 · 
2002 · 
2003 · 
2004 · 
2005 · 
2006 · 
2007 · 
2008 · 
2009 · 
2010 · 
2011 · 
2012 · 
2013 ·
2014 ·
2015 ·
2016 ·
2017 ·
2018 ·
2019 ·
2020 ·
2021 ·
2022
Albanië ·
Algerije ·
Angola ·
Argentinië ·
Australië ·
Benin ·
Bolivia ·
Brazilië ·
Bulgarije ·
Burkina Faso ·
Burundi ·
Canada ·
Centraal-Afrikaanse Republiek ·
Chili ·
Colombia ·
Comoren ·
Congo-Brazzaville ·
Congo-Kinshasa ·
Costa Rica ·
Cuba ·
Denemarken ·
Duitsland ·
Egypte ·
Engeland ·
Equatoriaal-Guinea ·
Eritrea ·
Ethiopië ·
Finland ·
Frankrijk ·
Gabon ·
Gambia ·
Georgië ·
Ghana ·
Griekenland ·
Guinee ·
Guinee-Bissau ·
Ierland ·
India ·
Indonesië ·
Iran ·
Italië ·
Ivoorkust ·
Jamaica ·
Japan ·
Kaapverdië ·
Kenia ·
Koeweit ·
Kroatië ·
Lesotho ·
Liberia ·
Libië ·
Luxemburg ·
Madagaskar ·
Malawi ·
Mali ·
Marokko ·
Mauritanië ·
Mauritius ·
Mexico ·
Moldavië · 
Mozambique ·
Namibië ·
Nederland ·
Niger ·
Nigeria ·
Noord-Macedonië ·
Noorwegen ·
Oeganda ·
Oekraïne ·
Oezbekistan ·
Oostenrijk ·
Panama ·
Paraguay ·
Peru ·
Polen ·
Portugal ·
Roemenië ·
Rusland ·
Rwanda ·
Saoedi-Arabië ·
Sao Tomé en Principe ·
Senegal ·
Servië ·
Sierra Leone ·
Slowakije ·
Soedan ·
Somalië ·
Sovjet-Unie ·
Swaziland ·
Tanzania ·
Thailand · 
Togo ·
Tsjaad ·
Tunesië ·
Turkije ·
Verenigde Staten ·
Zambia ·
Zimbabwe ·
Zuid-Afrika ·
Zuid-Korea ·
Zuid-Soedan ·
Zweden ·
Zwitserland
Brazilië (2014) · 
Brazilië (2022) · 
Denemarken (2010) · 
Egypte (2017) ·
Frankrijk (2003) · 
Italië (1982) · 
Japan (2010) · 
Kroatië (2014) · 
Mexico (2014) ·
Nederland (2010) · 
Peru (1982) · 
Polen (1982) · 
Servië (2022)